# 신아린
신아린(1995년 6월 12일 ~ )은 대한민국의 가수다.

## 학력
- 버클리 음악 대학

## 방송
- 청춘스타 (2022) - Top41

## 음반
- 탑매니지먼트 OST (2018)
- 꿈같은 너와 (2018)
- For your rest (2019)
- 만찢남녀 Part.2 (2020)
- Dance With You (2021)
- 청춘스타 Part4 (2022)
- 청춘스타 Part6 (2022)
- 청춘스타 Part9 (2022)
- All together (2022)

## 피처링
- 성은지 <밤> (2018)
- Eisen <Let you go> (2021)
- 성은지 <겨울> (2021)